# Husa
Husa je český název několika zástupců vrubozobých ptáků z čeledi kachnovitých. Jako husy se označují všichni zástupci rodu Anser a jeden zástupce monotypického rodu Cereopsis (husa kuří). Někdy jsou společně s labutěmi, berneškami a husičkami řazeny do podčeledě husy (Anserinae).  
Husy z rodu Anser se vyskytují v Evropě, Asii a Severní Americe, husa kuří je z Austrálie.  

## Etymologie
Slovo „husa“ má základ v praindoevropském kmeni *ghans-. V germánských jazycích v staré angličtině vzniklo gōs, plurál gēs a gandra (v dnešní angličtině goose, geese a gander), v němčině Gans, Gänse a Ganter, v staré severštině gās. Stejný základ má také litevské žąsìs (historicky žansis), irské gé (ze staroirského géiss), latinské anser, řecké chēn, albánské gatë (volavka), sanskrt haṃsa, polské gęś (historicky genš), ruské гусь (gus) a perské ghāz. Staročeská podoba slova je hus a vyskytuje se v některých moravských a slezských nářečích a v oblasti Pošumaví.

## Seznam druhů
Jako husy se označují následující druhy:
rod Anser
- husa běločelá (Anser albifrons)
- husa bělostná (Anser rossii)
- husa císařská (Anser canagicus)
- husa krátkozobá (Anser brachyrhynchus)
- husa labutí (Anser cygnoides) – někdy se vyčleňuje do samostatného rodu Cygnopsis
- husa malá (Anser erythropus)
- husa polní (Anser fabalis)
- husa sněžní (Anser caerulescens)
- husa tibetská (Anser indicus)
- husa tundrová (Anser  serrirostris)
- husa velká (Anser anser) – včetně husy domácí (Anser anser domesticus)

rod Cereopsis
- husa kuří (Cereopsis novaehollandiae)